# Marathon féminin aux championnats du monde d'athlétisme 2023
Pour des articles plus généraux, voir Championnats du monde d'athlétisme 2023 et Marathon aux championnats du monde d'athlétisme.
Navigation
Eugene 2022 Tokyo 2025
L'épreuve du marathon féminin des championnats du monde de 2023 se déroule le 26 août 2023 dans les rues de Budapest, en Hongrie.

## Qualification
La période de qualification est comprise entre le 1er décembre 2021 et le 30 mai 2023. Le minima de qualification est fixé à 2 h 28 min 0 s.

## Résultats
| Rang               | Athlète                        | Pays                | Temps   | Notes |
| ------------------ | ------------------------------ | ------------------- | ------- | ----- |
| Médaille d'or      | Amane Beriso                   | Éthiopie            | 2:24:23 | SB    |
| Médaille d'argent  | Gotytom Gebreslase             | Éthiopie            | 2:24:34 | SB    |
| Médaille de bronze | Fatima Ezzahra Gardadi         | Maroc               | 2:25:17 |       |
| 4                  | Lonah Chemtai Salpeter         | Israël              | 2:25:38 | SB    |
| 5                  | Yalemzerf Yehualaw             | Éthiopie            | 2:26:13 |       |
| 6                  | Rosemary Wanjiru               | Kenya               | 2:26:42 |       |
| 7                  | Selly Chepyego Kaptich         | Kenya               | 2:27:09 |       |
| 8                  | Nazret Weldu                   | Érythrée            | 2:27:23 | SB    |
| 9                  | Lindsay Flanagan               | États-Unis          | 2:27:47 |       |
| 10                 | Dolshi Tesfu                   | Érythrée            | 2:28:54 |       |
| 11                 | Melat Yisak Kejeta             | Allemagne           | 2:29:04 |       |
| 12                 | Giovanna Epis                  | Italie              | 2:29:10 |       |
| 13                 | Mizuki Matsuda                 | Japon               | 2:29:15 |       |
| 14                 | Rebecca Cheptegei              | Ouganda             | 2:29:34 | SB    |
| 15                 | Natasha Wodak                  | Canada              | 2:30:09 | SB    |
| 16                 | Lisa Jane Weightman            | Australie           | 2:30:50 |       |
| 17                 | Keira D'Amato                  | États-Unis          | 2:31:35 | SB    |
| 18                 | Mercyline Chelangat            | Ouganda             | 2:31:40 |       |
| 19                 | Rika Kaseda                    | Japon               | 2:31:53 | SB    |
| 20                 | Sayaka Sato (ja)               | Japon               | 2:31:57 | SB    |
| 21                 | Doreen Chesang                 | Ouganda             | 2:32:11 |       |
| 22                 | Alisa Vainio                   | Finlande            | 2:32:14 |       |
| 23                 | Ümmü Kiraz                     | Turquie             | 2:33:23 | PB    |
| 24                 | Nóra Szabó                     | Hongrie             | 2:33:28 |       |
| 25                 | Rkia El Moukim                 | Maroc               | 2:33:54 |       |
| 26                 | Moira Stewartová               | Tchéquie            | 2:34:02 |       |
| 27                 | Meritxell Soler                | Espagne             | 2:34:38 |       |
| 28                 | Gulshanoi Satarova             | Kirghizistan        | 2:35:06 | SB    |
| 29                 | Silvia Ortiz                   | Équateur            | 2:35:09 |       |
| 30                 | Natasha Cockram                | Royaume-Uni         | 2:35:34 | SB    |
| 31                 | Galbadrakhyn Khishigsaikhan    | Mongolie            | 2:35:38 | SB    |
| 32                 | Zhixuan Li                     | Chine               | 2:35:48 |       |
| 33                 | Bojana Bjeljac                 | Croatie             | 2:35:49 | SB    |
| 34                 | Citlali Cristian Moscote       | Mexique             | 2:36:03 |       |
| 35                 | Zaida Ramos                    | Pérou               | 2:36:23 |       |
| 36                 | Militsa Mirtsjeva              | Bulgarie            | 2:36:45 | SB    |
| 37                 | Clementine Mukandanga          | Rwanda              | 2:37:09 | SB    |
| 38                 | Marta Galimany                 | Espagne             | 2:37:10 | SB    |
| 39                 | Hanne Verbruggen               | Belgique            | 2:37:15 |       |
| 40                 | Monika Jackiewicz              | Pologne             | 2:37:18 |       |
| 41                 | Sarah Klein                    | Australie           | 2:37:31 |       |
| 42                 | Mokulubete Blandina Makatisi   | Lesotho             | 2:37:49 | SB    |
| 43                 | Isobel Batt-Doyle              | Australie           | 2:37:53 |       |
| 44                 | Risper Gesabwa                 | Mexique             | 2:38:29 |       |
| 45                 | Irvette van Zyl                | Afrique du Sud      | 2:38:32 | SB    |
| 46                 | Loreta Kancyte                 | Lituanie            | 2:38:52 |       |
| 47                 | Valdilene Dos Santos Silva     | Brésil              | 2:39:58 |       |
| 48                 | Deshun Zhang                   | Chine               | 2:40:17 |       |
| 49                 | Alina Armas                    | Namibie             | 2:40:49 | SB    |
| 50                 | Julia Mayer                    | Autriche            | 2:41:54 |       |
| 51                 | Rosa Chacha                    | Équateur            | 2:42:00 |       |
| 52                 | Andreia Hessel                 | Brésil              | 2:42:23 | SB    |
| 53                 | Nicolasa Condori               | Pérou               | 2:42:25 |       |
| 54                 | Nina Chydenius                 | Finlande            | 2:42:36 |       |
| 55                 | Fortunate Chidzivo             | Zimbabwe            | 2:43:28 |       |
| 56                 | Argentina Valdepeñas Cerna     | Mexique             | 2:43:35 |       |
| 57                 | Katalin Kovács-Garami          | Hongrie             | 2:44:02 |       |
| 58                 | Susanna Sullivan               | États-Unis          | 2:44:24 |       |
| 59                 | Karen Ehrenreich               | Danemark            | 2:44:46 |       |
| 60                 | Solange Jesus                  | Portugal            | 2:45:08 |       |
| 61                 | Sasha Gollish                  | Canada              | 2:45:09 | SB    |
| 62                 | Aydee Loayza Huaman            | Pérou               | 2:45:40 |       |
| 63                 | Neja Kršinar                   | Slovénie            | 2:46:55 | SB    |
| 64                 | Mirela Saturnino De Andrade    | Brésil              | 2:47:29 |       |
| 65                 | Chun-Yu Tsao                   | Taipei chinois      | 2:55:33 |       |
|                    | Amina Bettiche                 | Algérie             | DNF     |       |
|                    | Cavaline Nahimana              | Burundi             | DNF     |       |
|                    | Rose Chelimo                   | Bahreïn             | DNF     |       |
|                    | Andrea Paola Bonilla           | Équateur            | DNF     |       |
|                    | Fatima Azzahraa Ouhaddou Nafie | Espagne             | DNF     |       |
|                    | Tsehay Gemechu                 | Éthiopie            | DNF     |       |
|                    | Zhanna Mamazhanova             | Kazakhstan          | DNF     |       |
|                    | Shyline Jepkorir Toroitich     | Kenya               | DNF     |       |
|                    | Adrijana Pop Arsova            | Macédoine du Nord   | DNF     |       |
|                    | Aleksandra Lisowska            | Pologne             | DNF     |       |
|                    | Beverly Ramos                  | Porto Rico          | DNF     |       |
|                    | Yayla Gönen                    | Turquie             | DNF     |       |
|                    | Alia Saeed Mohammed            | Émirats arabes unis | DNS     |       |

## Légende
Records et Performances
- AR : Record continental (area record)
- CR : Record des championnats (championship record)
- MR : Record du meeting (meet record)
- NR : Record national (national record)
- OR : Record olympique (olympic record)
- PR : Record paralympique (paralympic record)
- PB : Record personnel (personal best)
- SB : Meilleure performance personnelle de la saison (season's best)
- WL : Meilleure performance mondiale de l'année (world leader)
- WJR : Record du monde junior (world junior record)
- WR : Record du monde (world record)

Circonstances et Conditions
- DNF : N'a pas terminé (did not finish)
- DNS : N'a pas pris le départ (did not start)
- DQ : Disqualification (disqualification)
- NM : Aucun essai valable enregistré (No Mark)
- Q : Qualifié « directement » au prochain tour (ou à la prochaine compétition), lors d'une compétition majeure, grâce au classement ou à la réalisation des minima (automatic qualifier)
- q : Qualifié au prochain tour (ou à la prochaine compétition), lors d'une compétition majeure, grâce au repêchage ou à la réalisation de l'une des meilleures performances parmi celles des « non qualifiés directement » (grâce au meilleur temps ou à la meilleure distance par exemple) (secondary qualifier)